# Teatrex
El Teatrex es una sala de teatro localizada en la urbanización La Lagunita, al este de Caracas, y en el Municipio el Hatillo, del Distrito Metropolitano de Caracas, Venezuela. Cuenta con una capacidad para 216 personas y fue inaugurada en el año 2010. Presenta espectáculos, obras de teatros, conciertos, comedias, musicales y eventos para niños y adultos. Se localiza dentro de los espacios del Centro Comercial El Hatillo.